# Bradley Jones (Snookerspieler)
Bradley Jones (* 16. Mai 1974) ist ein englischer Snookerspieler aus Croydon, der zwischen 1991 und 2004 für dreizehn Saisons Profispieler war. In dieser Zeit erreichte er unter anderem das Halbfinale des ersten Strachan-Challenge-Events 1994 und das Viertelfinale der Welsh Open 2000 sowie Rang 33 der Snookerweltrangliste.

## Karriere
Erstmals machte Jones auf sich aufmerksam, als er im Rahmen der U21-Weltmeisterschaft 1990 das Viertelfinale erreichte. Zur Saison 1991/92 wurde er Profispieler. Jones’ erste Spielzeiten waren jedoch geprägt von frühen Niederlagen. In dieser Zeit errang er nur wenige Erfolge, so eine Hauptrundenteilnahme bei der UK Championship 1991, eine Halbfinalteilnahme beim ersten Strachan-Challenge-Event 1994, eine Viertelfinalteilnahme bei fünften Event der WPBSA Minor Tour und eine Achtelfinalteilnahme bei der Benson and Hedges Championship 1994. Da sich mit der UK Championship unter diesen Turnieren auch nur ein Turnier mit Einfluss auf die Weltrangliste befand, belegte er auf der Weltrangliste startend bei Platz 138 Mitte 1996 nur noch Rang 199.
In den folgenden beiden Spielzeiten gewann Jones allerdings plötzlich zahlreiche Spiele und erreichte regelmäßig die Hauptrunde eines Ranglistenturnieres. Sein bestes Ergebnis war die Teilnahme an der Runde der letzten 32, was er bei den International Open 1997, den Thailand Open 1997, der Snookerweltmeisterschaft 1997 und der UK Championship 1997 schaffte. Zwischenzeitlich sicherte er sich zudem bei der WPBSA Qualifying School seinen Platz auf der Profitour. Binnen zweier Jahre arbeitete er sich auf der Weltrangliste auf Platz 44 hinauf. Diese Form konnte er in den folgenden Jahren halten. Bei den Irish Open 1998 und den China Open 2000 erreichte er dabei das Achtelfinale, bei den Welsh Open 2000 sogar das Viertelfinale. Auch wenn er zeitweise auf Rang 33 platziert war, verschlechterte er sich bis Mitte 2002 leicht auf Rang 50. Danach brach seine Form ein und er gewann kaum mehr Spiele. Abgestürzt auf Platz 104, verlor er nur zwei Jahre später, Mitte 2004, seinen Startplatz auf der Profitour.
2005 versuchte er vergebens sein Glück bei der Challenge Tour. Ebenso erfolglos nahm er als Amateur an der Qualifikation für die Snookerweltmeisterschaft 2005 teil, wie auch bei der Ausgabe 2007. Bei der Q School 2016 verpasste er recht knapp die Wiederqualifikation für die Profitour, durfte aber in der folgenden Saison an einigen Turnieren als Amateur teilnehmen. Sein einziger Sieg gelang ihm beim Snooker Shoot-Out 2017 über Sanderson Lam. Zudem nahm Jones in den 2010er-Jahren an einigen englischen Amateurturnieren sowie an Seniorenevents teil.

## Erfolge
| Ausgang       | Jahr | Turnier                           | Finalgegner        | Ergebnis |
| ------------- | ---- | --------------------------------- | ------------------ | -------- |
| Profiturniere |      |                                   |                    |          |
| Zweiter       | 1997 | WPBSA Qualifying School – Event 2 | Craig MacGillivray | 3:5      |
| Zweiter       | 1997 | WPBSA Qualifying School – Event 3 | Peter McCullagh    | 1:5      |
| Sieger        | 1997 | WPBSA Qualifying School – Event 4 | Leigh Robinson     | 5:3      |